# ロボット支援手術

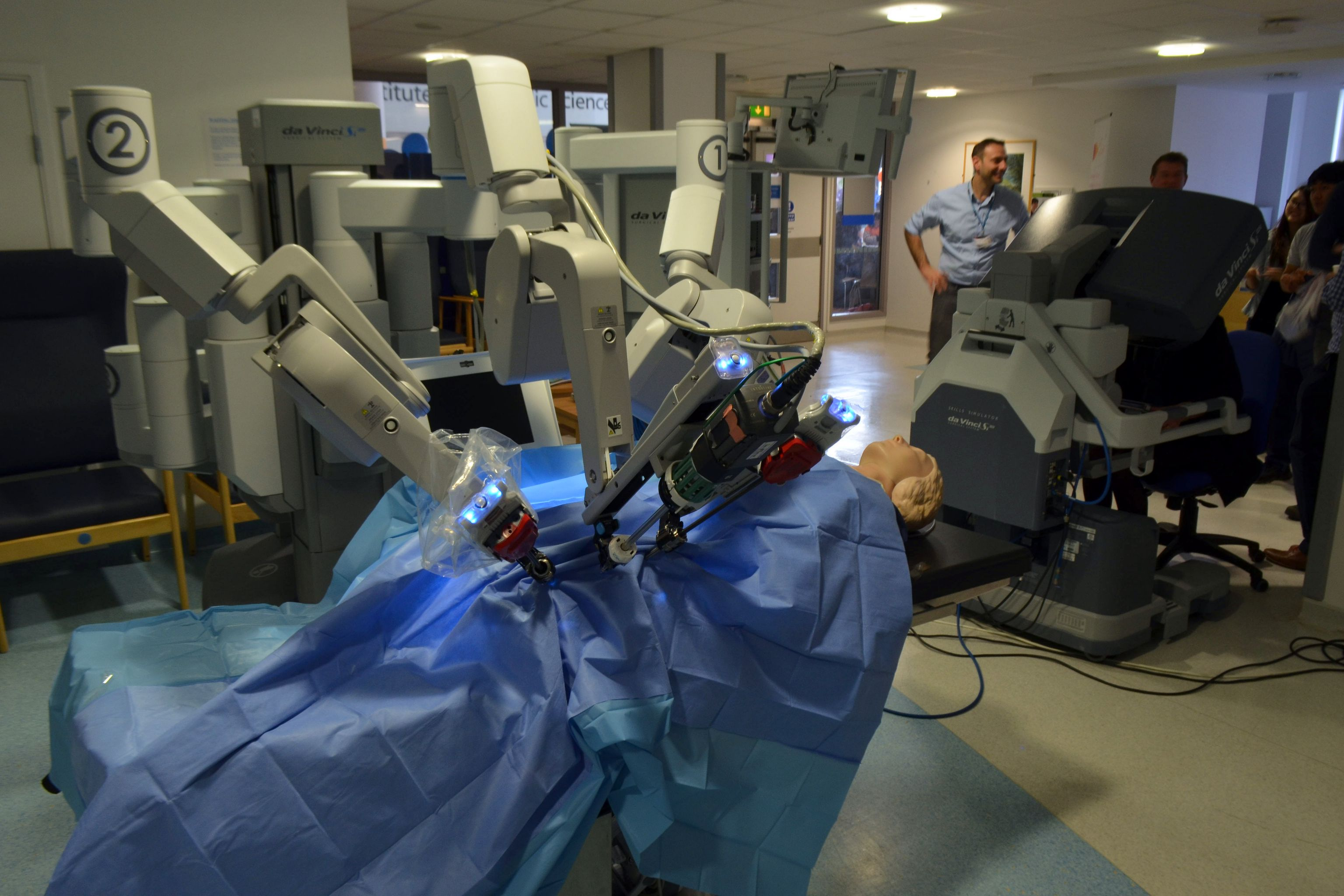
手術用ロボット

ロボット支援手術（ロボットしえんしゅじゅつ）とは、マスタースレイブ型内視鏡下手術用のロボットマニピュレータを用いた手術である。こうした用途に使われるロボットは「手術支援ロボット」と呼ばれる。

## 概要
胸腔ないし腹腔の内視鏡下手術用ロボットとして患者への低侵襲な手術を可能にするために3Dカメラを備え、アームの先端には、人間の手首に相当する関節があり、先端を自由に曲げることが出来る。
手術そのものを代行するロボットだけでなく、遠方にいる医師が診断や助言など遠隔医療で関われるようにする通信・画像技術、病変の発見などを容易にする人工知能（AI）などと組み合わせて運用するシステムの研究・開発が進んでいる。

## 開発・普及の歴史
元々は、1990年代にアメリカ陸軍が軍用に開発を依頼したものである。米国本土またはアメリカ海軍の航空母艦に滞在中の医師によって、遠隔操作で戦場の負傷者に対して必要な手術を行うことが目的とされた。しかし、湾岸戦争が予想より早く終結したために開発は軍の関与を離れ、以後民間で開発が続けられ、1999年に「Da Vinci（ダ・ヴィンチ）」が完成。2000年7月にアメリカ食品医薬品局（FDA）より承認された。インテュイティヴ・サージカル社や複数の企業で開発、生産される。2019年には主要技術の特許切れがあり、以降各国での使用や開発が進んでいる。
日本の東京工業大学では空気圧を使用した手術支援ロボットの開発が進められる。空気圧を用いることによって患部に触った力を鉗子につながった空気圧シリンダーを通じて術者にフィードバックできる。
代表的な機種であるダ・ヴィンチは2014年までに、米国2,153台、欧州322台、アジア322台、全世界では約3,100台が導入されていて日本国内では2015年末時点で大学病院を中心に211台導入されている。中華人民共和国は天津大学、南開大学、天津医科大学の共同プロジェクトとして、ダ・ヴィンチに瓜二つの｢妙手A｣という名称の手術ロボットを開発し、2010年7月天津市科学技術委員会が承認した。
その他に前述の東京工業大学やGoogleでも類似のロボットが開発されている。ダ・ヴィンチの主要特許の多くが2019年に期限切れとなったため、各国で開発が盛んになっている。川崎重工業とシスメックスが共同出資で設立した企業メディカロイド（兵庫県神戸市）は日本国産初の実用手術支援ロボット「hinotori™ サージカルロボットシステム」を製品化した。

## 特許出願シェア
手術支援ロボットの特許出願件数は以下の通りである。
| 順位 | 国籍           | シェア |
| ---- | -------------- | ------ |
| 1位  | アメリカ合衆国 | 52.5%  |
| 2位  | 中華人民共和国 | 15.0%  |
| 3位  | 欧州           | 11.7%  |
| 4位  | 日本           | 8.9%   |
| 5位  | 大韓民国       | 6.2%   |